# Річка (притока Рибниці)
Рі́чка — річка в Українських Карпатах, у межах Косівського району Івано-Франківської області. Ліва притока Рибниці (басейн Дунаю).

## Опис
Довжина 16 км, площа водозбірного басейну 38,1 км². Похил річки 27 м/км. Річка типово гірська, зі швидкою течією, кам'янистим дном та численними перекатами і порогами; є невеликі водоспади. Долина вузька (переважно V-подібна), глибока, у верхів'ях і пригирловій частині заліснена. Річище слабозвивисте. В однойменному селі розташований водоспад Річка (2.5 м).

## Розташування
Річка бере початок на південний захід від села Снідавка, на північних схилах гори Чорний Грунь. Тече в межах масиву Покутсько-Буковинські Карпати на північний схід і (місцями) на схід. Впадає до Рибниці у східній частині села Соколівка.
Над річкою розташовані села: Снідавка і Річка.